# Piątek
Piątek é um município da Polônia, na voivodia de Łódź, condado de Łęczyca e a sede da comuna de Piątek. Estende-se por uma área de 133,2 km², com 6 094 habitantes, segundo os censos de 2016, com uma densidade de 46 hab/km².
Nos anos de 1975 a 1998, a cidade administrativamente pertencia à voivodia de Płock. Ela está localizada entre os rios Moszczenica e Malina. As estradas de Łódź para Kutno e de Łowicz para Łęczyca se cruzam em Piątek.

## História

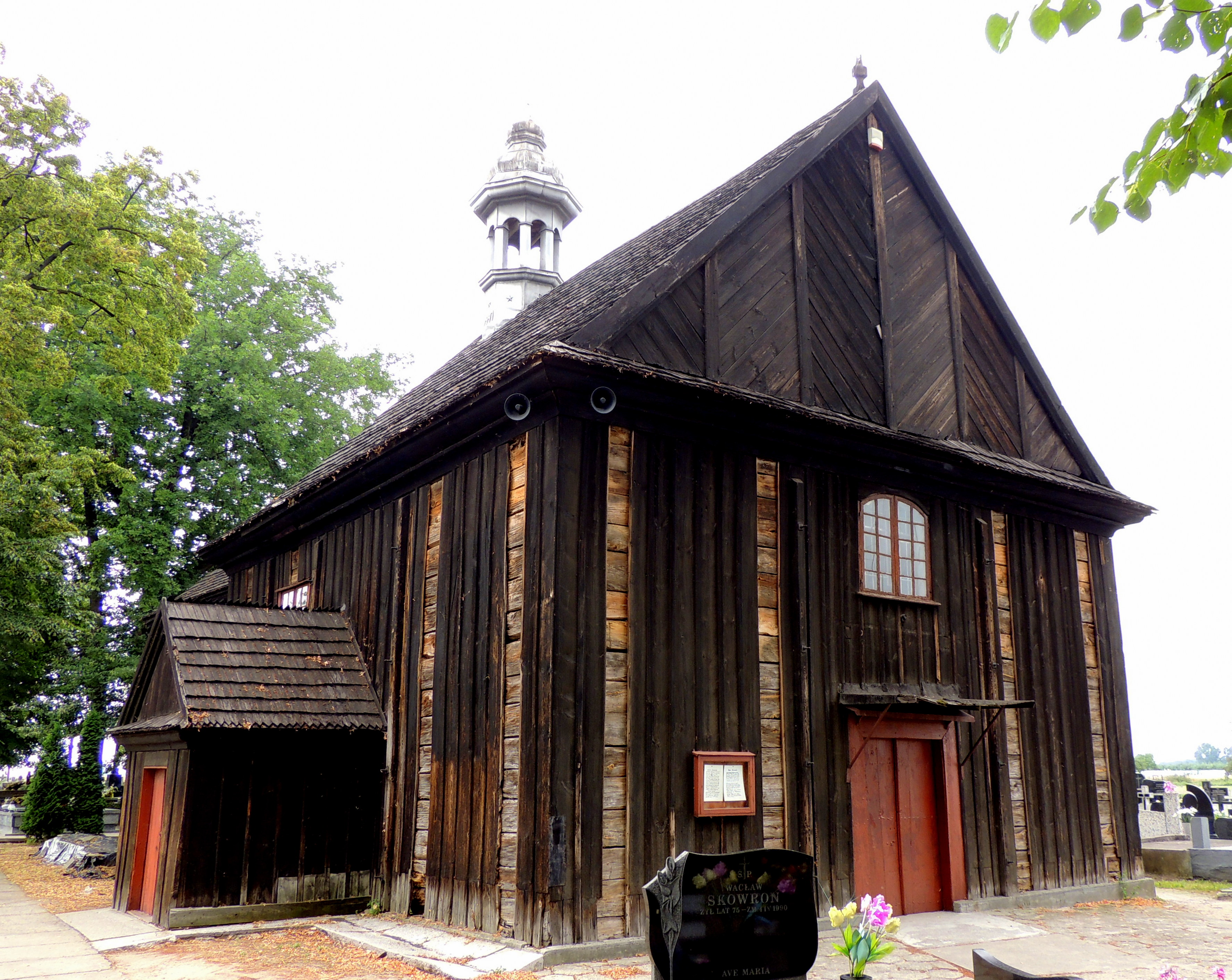
Igreja da Transfiguração, século XVIII

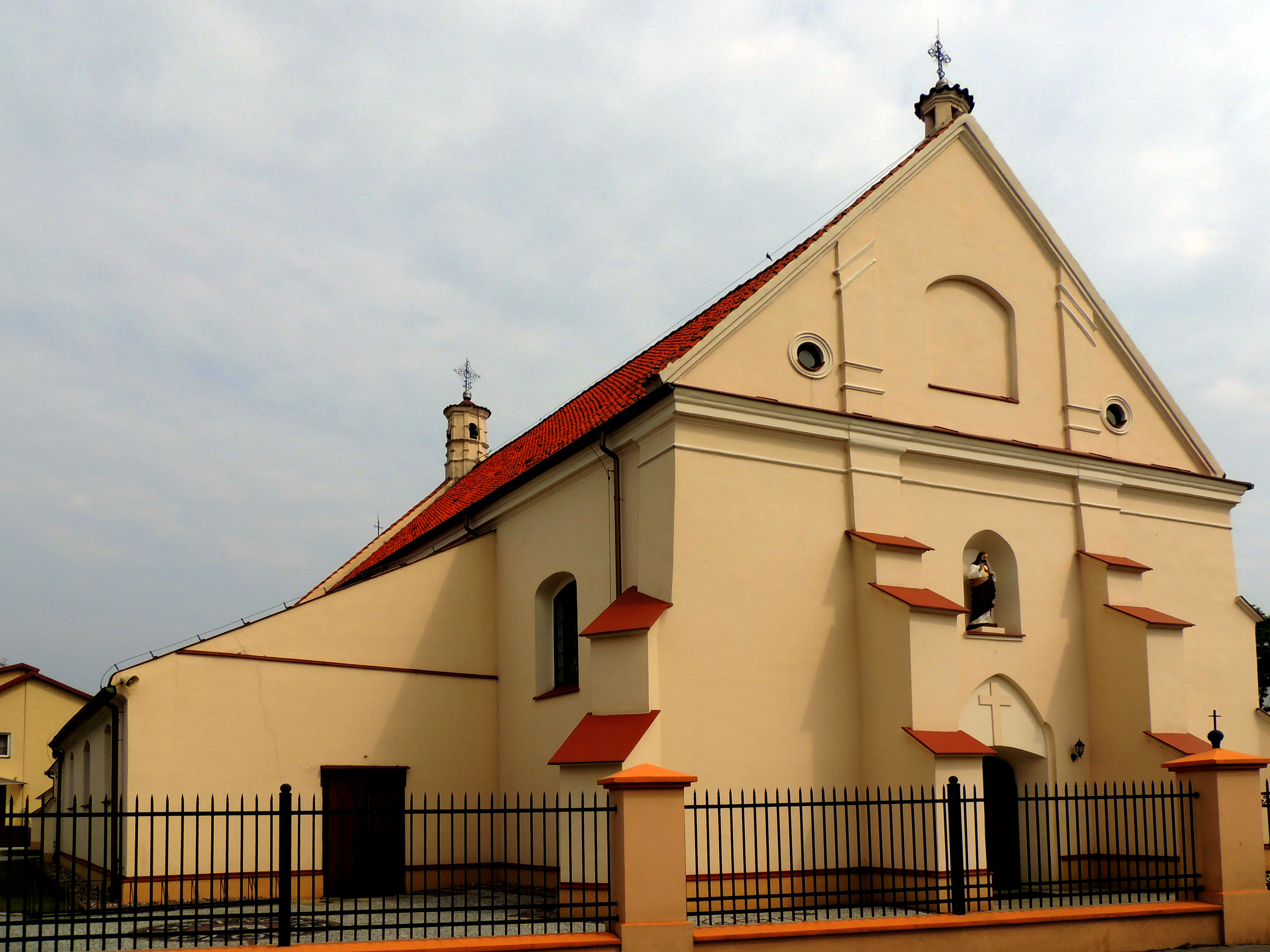
Igreja paroquial da Santíssima Trindade, 1740

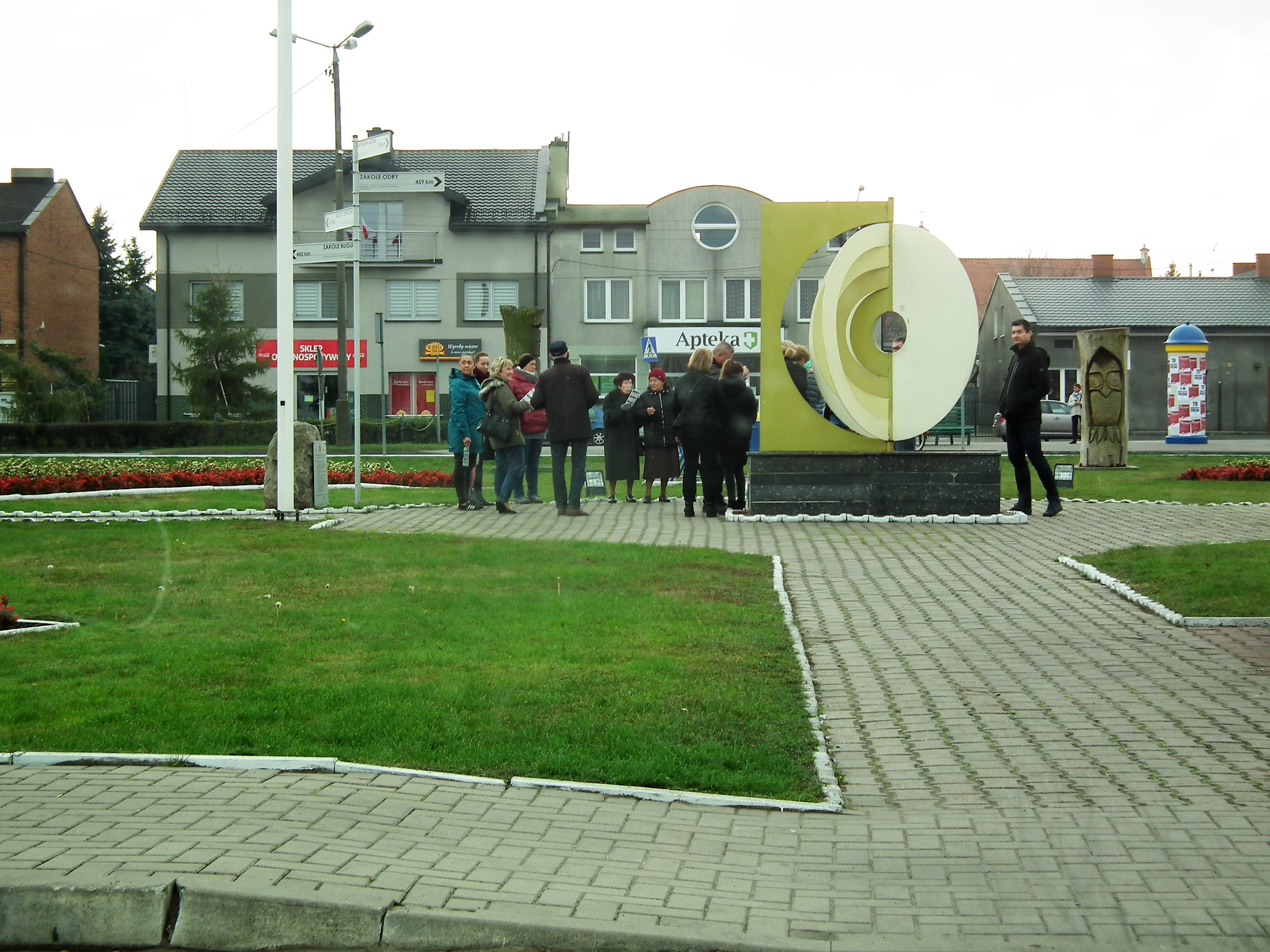
Praça principal e o centro geodésico da Polônia

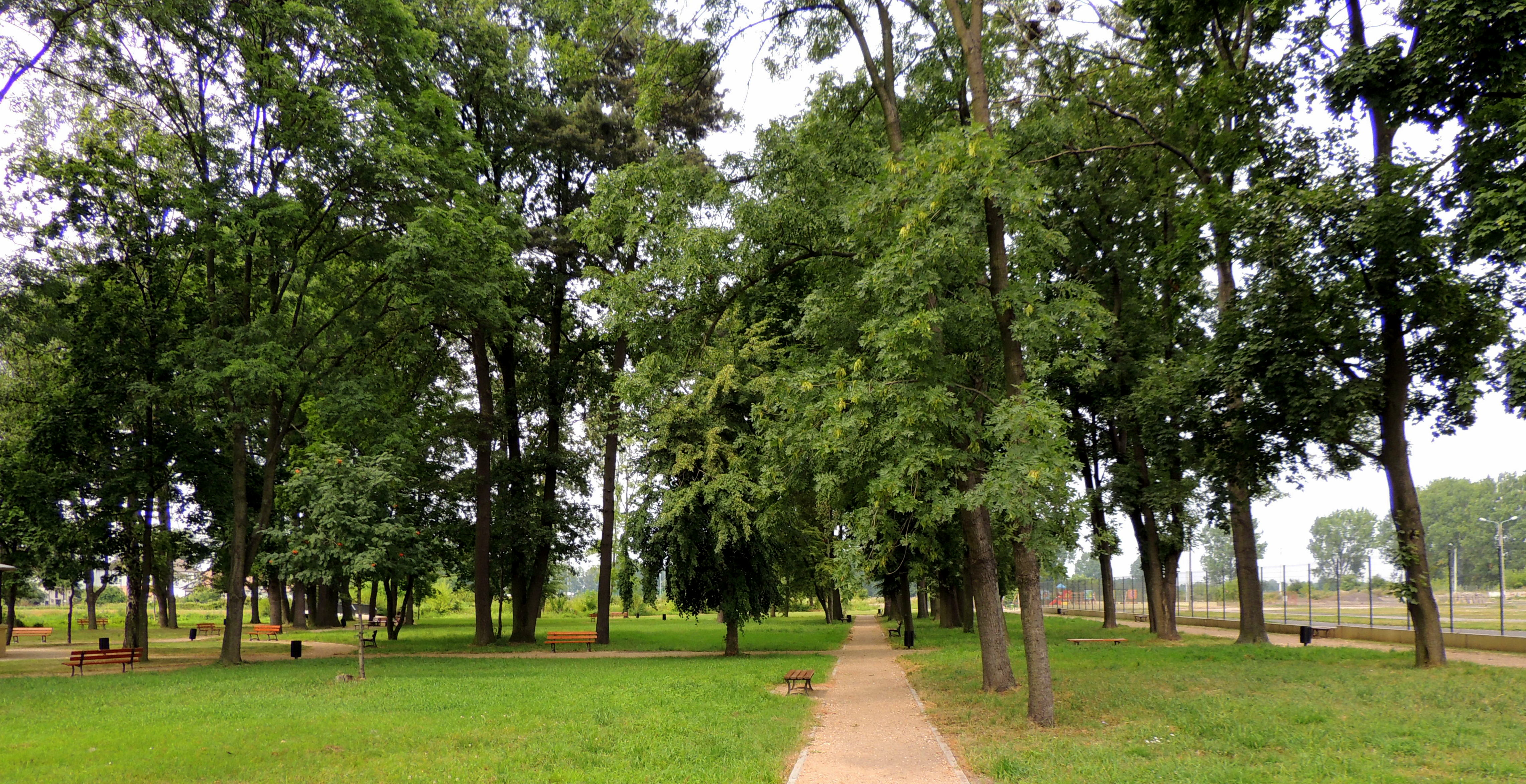
Parque da cidade

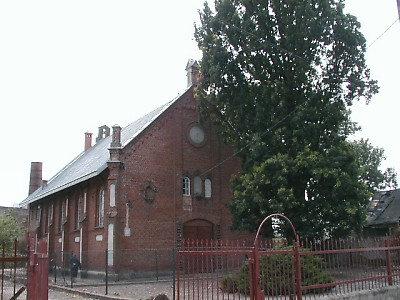
Igreja mariavita da Santíssima Trindade

Devido à sua localização, Piątek foi inicialmente um povoado mercantil. Provavelmente, o nome Piątek (sexta-feira) vem do dia da semana em que ocorriam as feiras. Ela recebeu os direitos de cidade no século XIV. Naquela época, era um forte centro de artesanato e comércio. Em meados do século XVII, possuía 320 casas e aproximadamente 1 500 habitantes. Naquela época, era famosa pela produção de cerveja (33 cervejarias existiam em Piątek em 1800).
No final do século XVI, a cidade pertenceu ao clero, uma cidade do arcebispado de Gniezno, no condado de Łęczyca, voivodia de Łęczyca.
Até meados do século XVII, a cidade se desenvolveu muito rapidamente, constituindo um importante centro de artesanato e comércio. O desenvolvimento de Piątek foi interrompido pela invasão sueca, mas antes disso, um incêndio em 1681, que destruiu toda a cidade, contribuiu para o declínio econômico. Desde então, Piątek não recuperou seu esplendor. Em 1685, havia apenas 40 casas e, 100 anos depois, em 1785, apenas 10 a mais. Em 1870, Piątek perdeu os direitos de cidade devido à participação dos moradores na Revolta de Janeiro.
No período entre guerras, uma fábrica de máquinas agrícolas se instalou na cidade, na qual alguns habitantes estavam empregados. No entanto, a maioria da população estava envolvida na agricultura. Também houve oficinas de artesanato, oferecendo aos moradores de Piątek e arredores seus serviços. Alguns habitantes, especialmente judeus, estavam envolvidos no comércio. Na maioria das aldeias vizinhas, havia propriedades nas quais a população que vivia em torno de Piątek estava empregada. Apenas as poucas aldeias onde se realizou a emancipação foram habitadas por camponeses (geralmente pequenos proprietários).
Na primeira fase da Batalha de Bzura, Piątek e as aldeias vizinhas se tornaram a arena da ofensiva das tropas polonesas. Após ferozes lutas, a cidade foi severamente danificada pelo exército polonês em 9 de setembro de 1939, mas como resultado de uma mudança na situação da frente, as tropas polonesas saíram de Piątek sem luta em 13 de setembro. Em novembro de 1939, os alemães incorporaram a cidade nas fronteiras do Terceiro Reich. Alguns habitantes poloneses foram deslocados e o povo de origem judaica foi assassinado no centro de extermínio de judeus da região de Warta, em Kulmhof am Nehr (Chełmno nad Nerem).
Até 18 de maio de 1943, a cidade tinha um nome antes da guerra e somente naquele dia recebeu seu nome em alemão (Quadenstädt) - em homenagem à tribo germânica dos quados. Em 18 de janeiro de 1945 Piątek foi libertada da ocupação alemã.
Em 1966, ativistas da Sociedade Polonesa de Turismo em Łęczyca propuseram a ideia de determinar o centro geométrico da Polônia. Em 1969, Jan Bronisław Ciesielski, do Instituto de Geodésia e Cartografia, atuando em nome do Escritório Central de Geodésia e Cartografia, determinou suas coordenadas geodésicas e cartográficas. O centro da Polônia foi designado em Goślub, mas foi decidido que um monumento simbólico deveria ser montado em Piątek. Foi construído no centro da vila. As entradas para Piątek também são recebidas com um painel de informações em forma de fronteiras estaduais com a inscrição "Piątek - o centro geométrico da Polônia". Em outubro de 2018, o monumento do centro geométrico da Polônia também foi inaugurado em Nowa Wieś, a vários quilômetros de distância. Foi criado com base em uma nova medição, levando em consideração as águas marítimas internas da Polônia.
Em 1 de janeiro de 2020, Piątek obteve novamente os direitos de cidade.

## Monumentos históricos
De acordo com o registro de monumentos do Instituto do Patrimônio Nacional, a lista de monumentos inclui os seguintes objetos:
- Igreja católica da Santíssima Trindade, paróquia, 2.ª metade do século XV, 1740; foi a primeira instituição pastoral do bispo Zygmunt Choromański depois de ser ordenado sacerdote em 1916[12]
- Campanário, primeira metade do século XIX
- Igreja mariavita da Santíssima Trindade, paróquia, neogótica, 1907
- Igreja católica da Transfiguração, cemitério, madeira, metade do século XVIII
- Campanário
- Parque da cidade, século XIX